# 天狗中田産業
天狗中田産業株式会社（てんぐなかたさんぎょう）は、石川県金沢市に本社を置く、食肉加工品などを製造・販売している会社である。

## 主な商品
- 精肉各種
- ハム 農林水産大臣賞受賞 加賀白山ホワイトロースハム （商標:天狗ハム[2]）
- ソーセージ がんこ亭主粗挽き腸詰め ガーリック、チョリソー、ゆずすだち
- ベーコン 香るベーコン
- 焼豚

## 所在地
- 本社および工場
  - 本社・工場 （石川県金沢市）
  - 才田工場 （石川県金沢市）

- 営業所
  - 金沢本社営業所 （石川県金沢市）
  - 富山営業所 （富山県富山市）
  - 新潟営業所 （新潟県新潟市江南区）
  - 関西営業所 （京都府京都市南区）
  - 名古屋営業所 （愛知県犬山市）
  - 埼玉営業所 （埼玉県さいたま市緑区)
  - 東京営業所 （神奈川県川崎市川崎区）

## 関連会社
- 株式会社天狗中田本店
- ミートリポ